# Fruitier
Ne doit pas être confondu avec Fruitière ou arbre fruitier.
 (novembre 2019).
Si vous disposez d'ouvrages ou d'articles de référence ou si vous connaissez des sites web de qualité traitant du thème abordé ici, merci de compléter l'article en donnant les références utiles à sa vérifiabilité et en les liant à la section « Notes et références ».
Un fruitier est un local destiné à entreposer les fruits après leur récolte. C'est un élément important pour bien conserver les fruits climactériques.
Le fruitier doit être un endroit frais, sombre et bien aéré maintenu à une température aussi constante que possible.
On ne conserve au fruitier que les fruits sains et cueillis à maturité (voir échelle de Brix).
Pour conserver de petites quantités, un vieux réfrigérateur peut faire office de fruitier.

## Maturité et durée de conservation
Un fruit est un organisme vivant. Pour bien se conserver, il doit être cueilli à maturité au moment le plus bas de son activité respiratoire juste avant que ne commence la crise climactérique. C'est à partir de ce moment que se développent les qualités organoleptiques du fruit.
Les fruits ont une durée de conservation très variable selon l'espèce et selon les variétés. Les pommes, par exemple, se conservent entre deux semaines et plusieurs mois selon la variété.

## Température
La température de conservation doit être comprise entre 0 °C et 12 °C selon les espèces de fruit conservées (entre 0 et 4° pour les pommes, 8 à 12 °C pour les agrumes). Le froid permet de ralentir le métabolisme des végétaux et ainsi d'allonger leur durée de vie. Le refroidissement doit être rapide car au début les pertes d'eau sont élevées mais pour éviter un choc thermique, si les fruits ont été cueillis par plus de 20 °C, on les conservera pendant une demi-journée à une température intermédiaire.
Au-delà de 15 °C, les fruits dégénèrent assez rapidement.

## Humidité
Les pertes d'eau d'un organe végétal sont fonction de la différence entre la pression partielle de vapeur d'eau qui règne dans les espaces intercellulaires de l'organe et celle de l'air environnant. Plus l'humidité relative dans le local de conservation est grande, plus les pertes sont réduites. Le taux d’humidité du fruitier doit donc se situer à un minimum de 80 %. Si le local est trop sec, brumiser régulièrement de l’eau. L’idéal est que le sol soit en terre battue.

## Conservation en tonneau
On peut également conserver certains fruits comme les pommes dans un tonneau avec du sable. On recouvre le fond d’un tonneau de sable bien sec, on dispose une première couche de pommes et on recouvre de sable et ainsi de suite jusqu’à ce que le tonneau soit rempli.
Cette méthode a l’avantage de protéger les fruits du contact de l’air qui est à l’origine de leur détérioration. Par ailleurs, le sable permet de maintenir le taux d’humidité idéal. Ainsi conservées, les pommes subissent moins les variations de températures. Enfin, il est reconnu que ce mode de conservation permet de mieux préserver leur arôme.

## Conserver les pommes
Les pommes sont conservées dans de petites cagettes ou sur des étagères en bois recouvertes de papier journal pour protéger l’épiderme des fruits des aspérités du bois.
Les fruits ne doivent pas se toucher entre eux. En effet, si un fruit se dégrade, son seul contact suffit à « contaminer » les autres. Il vaut donc mieux vérifier leur état régulièrement et retirer ceux qui sont abîmés. Afin de favoriser une bonne répartition du sucre dans tout le fruit, retournez les fruits chaque semaine.
Certaines variétés de pommes doivent être conservées avant d'atteindre la maturation pour consommation. Par exemple la pomme Opal est délicieuse 3 semaines après la cueillette, la pomme Goldrush est exceptionnelle début février...

## Conserver les poires
Les poires se conservent sensiblement dans les mêmes conditions que les pommes.
Vous pouvez néanmoins tremper le pédoncule dans de la paraffine liquide. Cette méthode est un peu coûteuse, c’est la raison pour laquelle il faut la réserver aux fruits les plus beaux. Elle permet de ralentir significativement leur déshydratation.

## Conserver les coings
Le coing se récolte, lui aussi, au cours des mois d’octobre et novembre. Il faut le cueillir le plus tard possible car sa maturation ne peut se faire que sur l’arbre.
Le coing est un fruit très difficile à conserver. Il doit être installé dans un endroit sec, obscur et frais.
L’humidité peut lui être fatale car il pourrit très facilement. Par ailleurs, il est préférable de ne pas le mélanger avec les autres fruits car il les parfumerait trop.